# Real Vicenza 2014-2015
Questa voce raccoglie le informazioni riguardanti il Real Vicenza nelle competizioni ufficiali della stagione 2014-2015.

## Stagione
La stagione 2014-2015 è la seconda professionistica del Real Vicenza e la prima nel terzo livello calcistico italiano. Come allenatore viene scelto Michele Marcolini. I biancorossi debuttano in Coppa Italia Lega Pro, dove vengono inseriti nel girone con Mantova e Pordenone. A passare il turno è la squadra lombarda che si classifica al primo posto. Il campionato inizia bene per la squadra vicentina che staziona nelle posizioni di vertice del girone A, arrivando a toccare anche il primo posto. Un successivo calo di rendimento porta all'esonero di Marcolini. Il nuovo allenatore è Paolo Favaretto, il quale rimane in panchina solo un mese. Viene nuovamente richiamato Marcolini che conduce il Real al settimo posto in campionato. In estate il presidente Lino Diquigiovanni decide di non iscrivere la squadra al successivo campionato e decide di proseguire l'attività solo a livello giovanile.

## Divise e sponsor
Il fornitore tecnico per la stagione 2014-2015 è Legea, mentre lo sponsor ufficiale è Banca Popolare di Vicenza.
| Casa | Trasferta | Terza divisa |

## Organigramma societario
Area amministrativa
- Presidente: Lino Diquigiovanni
- Consiglieri: Andrea Diquigiovanni, Rino Mastrotto, Massimo Lotto, Paolo Morsoletto, Marco Perin, Giuseppe Faggion, Manuel Scortegagna
- Segreteria: Dina Refosco
- Comunicazione: Antonio Martinello
- Ristorazione: Luciano Gasparotto
- Logistica e trasporti: Salvatore Piva, Augusto Balzi, Giampietro Randazzo
- Speaker ufficiale: Cristina Gabrielli

Area tecnica
- Allenatore: Michele Marcolini (1ª-22ª)
Paolo Favaretto (23ª-27ª)
Michele Marcolini (28ª-34ª)
- Allenatore in seconda: Davide Mandelli (1ª-22ª)
Massimo Melucci (23ª-27ª)
Davide Mandelli (28ª-34ª)
- Direttore Sportivo: Davide Consolaro
- Allenatore portieri: Davide Rossetto
- Medico sociale: dr. Adriano Zanon
- Fisioterapista: dr.ssa Elisa Lovo
- Psicologa psicoterapeuta: dr.ssa Raffaela Corsaro
- Responsabile magazzino: Fabrizio Silla

## Rosa
| N. |                   | Ruolo | Calciatore              |
| -- | ----------------- | ----- | ----------------------- |
|    | Italia (bandiera) | P     | Francesco Bonato        |
|    | Italia (bandiera) | P     | Matteo Tomei (capitano) |
|    | Italia (bandiera) | P     | Luca Ziglioli           |
|    | Italia (bandiera) | D     | Nicolò Barzan           |
|    | Italia (bandiera) | D     | Daniele Beccaro         |
|    | Italia (bandiera) | D     | Nicola Calcagnotto      |
|    | Italia (bandiera) | D     | Giacomo Dal Santo       |
|    | Italia (bandiera) | D     | Matteo Piccinni         |
|    | Italia (bandiera) | D     | Dario Alberto Polverini |
|    | Italia (bandiera) | D     | Francesco Quintavalla   |
|    | Italia (bandiera) | D     | Matteo Solini           |
|    | Italia (bandiera) | C     | Carlo Caporali          |
|    | Italia (bandiera) | C     | Riccardo Carlini        |
|    | Italia (bandiera) | C     | Riccardo Chiarello      |
|    | Italia (bandiera) | C     | Marco Cristini          |

| N. |                       | Ruolo | Calciatore          |
| -- | --------------------- | ----- | ------------------- |
|    | Italia (bandiera)     | C     | Daniele Dalla Bona  |
|    | Italia (bandiera)     | C     | Matteo Malagò       |
|    | Italia (bandiera)     | C     | Nicola Pavan        |
|    | Italia (bandiera)     | C     | Mattia Sandrini     |
|    | Italia (bandiera)     | C     | Diego Vannucci      |
|    | Portogallo (bandiera) | A     | Aladje              |
|    | Italia (bandiera)     | A     | Emanuele Bardelloni |
|    | Italia (bandiera)     | A     | Carlo Bigoni        |
|    | Italia (bandiera)     | A     | Salvatore Bruno     |
|    | Italia (bandiera)     | A     | Francesco Galuppini |
|    | Italia (bandiera)     | A     | Luca Lavagnoli      |
|    | Italia (bandiera)     | A     | Rey Luna            |
|    | Italia (bandiera)     | A     | Francesco Margiotta |
|    | Italia (bandiera)     | A     | Raphael Odogwu      |
|    | Italia (bandiera)     | A     | Giuseppe Ungaro     |

## Calciomercato

### Sessione estiva(dal 1/7 al 2/9)
| Acquisti | Acquisti                | Acquisti          | Acquisti      |
| R.       | Nome                    | da                | Modalità      |
| -------- | ----------------------- | ----------------- | ------------- |
| P        | Francesco Bonato        | Castiglione       | definitivo    |
| P        | Luca Ziglioli           | Trissino-Valdagno | definitivo    |
| D        | Daniele Beccaro         | Padova            | svincolato    |
| D        | Nicola Calcagnotto      | Belluno           | fine prestito |
| D        | Riccardo Carlini        | Lumezzane         | definitivo    |
| D        | Matteo Piccinni         | AlbinoLeffe       | definitivo    |
| D        | Dario Alberto Polverini | Pro Patria        | definitivo    |
| D        | Matteo Solini           | Chievo            | prestito      |
| C        | Riccardo Chiarello      | Trissino-Valdagno | definitivo    |
| C        | Marco Cristini          | Cuneo             | definitivo    |
| C        | Daniele Dalla Bona      | Modena            | svincolato    |
| C        | Mattia Sandrini         | Vicenza           | prestito      |
| C        | Diego Vannucci          | Carrarese         | svincolato    |
| A        | Emanuele Bardelloni     | Pergolettese      | definitivo    |
| A        | Carlo Bigoni            | Pistoiese         | definitivo    |
| A        | Salvatore Bruno         | Modena            | svincolato    |
| A        | Francesco Galuppini     | Lumezzane         | prestito      |
| A        | Rey Luna                | Montebelluna      | definitivo    |
| A        | Raphael Odogwu          | Virtus Verona     | definitivo    |
| A        | Giuseppe Ungaro         | Atalanta          | prestito      |

| Cessioni | Cessioni          | Cessioni     | Cessioni      |
| R.       | Nome              | a            | Modalità      |
| -------- | ----------------- | ------------ | ------------- |
| P        | Jacopo Bogherini  |              | svincolato    |
| P        | Giulio Cavallari  | Siena        | fine prestito |
| D        | Riccardo Busatto  | Arzachena    | definitivo    |
| D        | Riccardo Fissore  | Pordenone    | svincolato    |
| D        | Massimiliano Mei  | Piacenza     | definitivo    |
| D        | Fabio Niero       |              | svincolato    |
| D        | Gaetano Porcino   | Pro Piacenza | svincolato    |
| D        | Mirko Stefani     | Arezzo       | svincolato    |
| C        | Danilo Alessandro | Casertana    | svincolato    |
| C        | Michael Bacher    |              | svincolato    |
| C        | Edoardo Catinali  |              | svincolato    |
| C        | Alen Pavić        |              | svincolato    |
| C        | Davide Pradolin   |              | svincolato    |
| C        | Mario Rebecchi    |              | svincolato    |
| A        | Andrea Magrassi   | Sampdoria    | fine prestito |
| A        | Marco Moro        |              | svincolato    |
| A        | Luca Strizzolo    | Pisa         | fine prestito |
| A        | Omar Torri        | Pro Piacenza | svincolato    |

### Sessione invernale(dal 5/1 al 2/2)
| Acquisti | Acquisti              | Acquisti | Acquisti   |
| R.       | Nome                  | da       | Modalità   |
| -------- | --------------------- | -------- | ---------- |
| D        | Francesco Quintavalla | Savona   | definitivo |
| A        | Aladje                | Sassuolo | prestito   |
| A        | Francesco Margiotta   | Juventus | prestito   |

| Cessioni | Cessioni            | Cessioni  | Cessioni      |
| R.       | Nome                | a         | Modalità      |
| -------- | ------------------- | --------- | ------------- |
| D        | Nicolò Barzan       |           | svincolato    |
| A        | Francesco Galuppini | Lumezzane | fine prestito |
| A        | Raphael Odogwu      | Renate    | definitivo    |

## Risultati

### Lega Pro

#### Girone d'andata
| Arbitro: | Mei (Pesaro) |

|           |           |  |
| Broli 13’ | Marcatori |  |

| Arbitro: | Luciano (Lamezia Terme) |

|                                      |           |                         |
| Piccinni 15’ Bruno 44’ Galuppini 54’ | Marcatori | 12’ Rantier 47’ Marconi |

| Arbitro: | Massimi (Termoli) |

|               |           |                |
| Cristiani 32’ | Marcatori | 78’ Dalla Bona |

| Arbitro: | Mancini (Fermo) |

|                                 |           |  |
| Cristini 87’ Bruno 90+4’ (rig.) | Marcatori |  |

| Arbitro: | Catona (Reggio Calabria) |

|         |           |                       |
| Vita 3’ | Marcatori | 8’ Bruno 32’ Cristini |

| Arbitro: | D'Apice (Arezzo) |

|                               |           |                    |
| Dalla Bona 57’ Cristini 90+5’ | Marcatori | 49’, 69’ Mantovani |

| Arbitro: | Lanza (Nichelino) |

|                                 |           |  |
| Bruno 45+1’ (rig.) Piccinni 72’ | Marcatori |  |

| Arbitro: | Capilungo (Lecce) |

|             |           |                           |
| Ferrari 76’ | Marcatori | 79’ Malagò 85’ Bardelloni |

| Arbitro: | Fanton (Lodi) |

|           |           |                 |
| Bruno 21’ | Marcatori | 56’ Fischnaller |

| Arbitro: | Sassoli (Arezzo) |

|          |           |          |
| Perna 6’ | Marcatori | 7’ Bruno |

| Arbitro: | Boggi (Salerno) |

|              |           |             |
| Cristini 62’ | Marcatori | 60’ Kirilov |

| Arbitro: | Panarese (Lecce) |

|             |           |                        |
| Momentè 88’ | Marcatori | 41’ Bruno 85’ Piccinni |

| Arbitro: | Strippoli (Bari) |

|                                       |           |  |
| Bardelloni 11’ Malagò 45+2’ Bruno 62’ | Marcatori |  |

| Arbitro: | Perotti (Legnano) |

|                                 |           |  |
| Panariello 37’ Erpen 89’ (rig.) | Marcatori |  |

| Arbitro: | Andreini (Forlì) |

|                                     |           |                                       |
| Bruno 6’, 82’ (rig.) Bardelloni 85’ | Marcatori | 5’ Maiorino 71’ Migliaccio 76’ Foglia |

| Arbitro: | Marini (Roma 1) |

|              |           |           |
| Cattaneo 19’ | Marcatori | 21’ Bruno |

| Arbitro: | Capraro (Cassino) |

|                                |           |  |
| Bruno 32’ Marchiori 87’ (aut.) | Marcatori |  |

| Arbitro: | De Angeli (Abbiategrasso) |

|                |           |           |
| Migliorini 18’ | Marcatori | 77’ Bruno |

| Vicenza 6 gennaio 2015, ore 18:00 CET 19ª giornata | Real Vicenza   | 0 – 0 | Pavia | Stadio Romeo Menti (214 spett.)\| Arbitro: \| Serra (Torino) \| |
| Arbitro:                                           | Serra (Torino) |       |       |                                                                 |

#### Girone di ritorno
| Arbitro: | Pietropaolo (Modena) |

|  |           |            |
|  | Marcatori | 82’ Romero |

| Alessandria 17 gennaio 2015, ore 19:30 CET 21ª giornata | Alessandria       | 0 – 0 | Real Vicenza | Stadio Giuseppe Moccagatta (2 047 spett.)\| Arbitro: \| Morreale (Roma 1) \| |
| Arbitro:                                                | Morreale (Roma 1) |       |              |                                                                              |

| Arbitro: | Guccini (Albano Laziale) |

|  |           |                            |
|  | Marcatori | 47’ Castiglia 85’ Scapuzzi |

| Arbitro: | Piccinini (Forlì) |

|         |           |            |
| Bovi 4’ | Marcatori | 26’ Aladje |

| Arbitro: | Fourneau (Roma 1) |

|                                     |           |  |
| Cristini 44’ Sandrini 79’ Bruno 88’ | Marcatori |  |

| Arbitro: | Amoroso (Paola) |

|             |           |  |
| Cocuzza 85’ | Marcatori |  |

| Arbitro: | Giua (Pisa) |

|                  |           |                          |
| Greco 24’ (rig.) | Marcatori | 44’ Bruno 53’ Bardelloni |

| Arbitro: | Pietropaolo (Modena) |

|  |           |                       |
|  | Marcatori | 48’ Sarao 49’ Potenza |

| Arbitro: | D'Apice (Arezzo) |

|         |           |              |
| Cia 84’ | Marcatori | 90+2’ Aladje |

| Arbitro: | Boggi (Salerno) |

|           |           |                                           |
| Bruno 44’ | Marcatori | 20’ Sinigaglia 40’ Rossini 64’ Spiranelli |

| Arbitro: | Colarossi (Roma 2) |

|          |           |              |
| Pasi 73’ | Marcatori | 55’ Cristini |

| Arbitro: | Schirru (Nichelino) |

|                                |           |  |
| Dalla Bona 24’ Margiotta 90+3’ | Marcatori |  |

| Arbitro: | Formato (Benevento) |

|                   |           |  |
| Evacuo 57’ (rig.) | Marcatori |  |

| Vicenza 2 aprile 2015, ore 19:30 CEST 33ª giornata | Real Vicenza        | 0 – 0 | Arezzo | Stadio Romeo Menti (138 spett.)\| Arbitro: \| Fiorini (Frosinone) \| |
| Arbitro:                                           | Fiorini (Frosinone) |       |        |                                                                      |

| Arbitro: | Fanton (Lodi) |

|                                 |           |                          |
| Colombi 61’ Maiorino 88’ (rig.) | Marcatori | 7’ Bardelloni 67’ Malagò |

| Arbitro: | Fiore (Barletta) |

|  |           |                 |
|  | Marcatori | 40’ (rig.) Nolé |

| Arbitro: | Panarese (Lecce) |

|               |           |  |
| Trainotti 61’ | Marcatori |  |

| Arbitro: | Pelagatti (Arezzo) |

|              |           |  |
| Cristini 90’ | Marcatori |  |

| Arbitro: | Capilungo (Lecce) |

|              |           |                |
| Cesarini 83’ | Marcatori | 35’ Bardelloni |

### Coppa Italia Lega Pro

#### Fase eliminatoria a gironi
| Squadra      | P.ti | G | V | N | P | GF | GS | DR |
| ------------ | ---- | - | - | - | - | -- | -- | -- |
| Mantova      | 4    | 2 | 1 | 1 | 0 | 3  | 1  | +2 |
| Real Vicenza | 4    | 2 | 1 | 1 | 0 | 4  | 3  | +1 |
| Pordenone    | 0    | 2 | 0 | 0 | 2 | 2  | 5  | -3 |

| Arbitro: | Maggioni (Lecco) |

|                         |           |                               |
| Paladin 23’ Placido 30’ | Marcatori | 13’, 68’ Bruno 40’ Dalla Bona |

| Arbitro: | Baldicchi (Città di Castello) |

|           |           |             |
| Bruno 32’ | Marcatori | 41’ Sartore |

## Statistiche

### Statistiche di squadra
| Competizione          | Punti | In casa | In casa | In casa | In casa | In casa | In casa | In trasferta | In trasferta | In trasferta | In trasferta | In trasferta | In trasferta | Totale | Totale | Totale | Totale | Totale | Totale | DR |
| Competizione          | Punti | G       | V       | N       | P       | Gf      | Gs      | G            | V            | N            | P            | Gf           | Gs           | G      | V      | N      | P      | Gf     | Gs     | DR |
| --------------------- | ----- | ------- | ------- | ------- | ------- | ------- | ------- | ------------ | ------------ | ------------ | ------------ | ------------ | ------------ | ------ | ------ | ------ | ------ | ------ | ------ | -- |
| Lega Pro              | 52    | 19      | 8       | 6       | 5       | 26      | 18      | 19           | 4            | 10           | 5            | 18           | 20           | 38     | 12     | 16     | 10     | 44     | 38     | +6 |
| Coppa Italia Lega Pro | -     | 1       | 0       | 1       | 0       | 1       | 1       | 1            | 1            | 0            | 0            | 3            | 2            | 2      | 1      | 1      | 0      | 4      | 3      | +1 |
| Totale                | 56    | 20      | 8       | 7       | 5       | 27      | 19      | 20           | 5            | 10           | 5            | 21           | 22           | 40     | 13     | 17     | 10     | 48     | 41     | +7 |

### Andamento in campionato
| Giornata  | 1  | 2 | 3 | 4 | 5 | 6 | 7 | 8 | 9 | 10 | 11 | 12 | 13 | 14 | 15 | 16 | 17 | 18 | 19 | 20 | 21 | 22 | 23 | 24 | 25 | 26 | 27 | 28 | 29 | 30 | 31 | 32 | 33 | 34 | 35 | 36 | 37 | 38 |
| --------- | -- | - | - | - | - | - | - | - | - | -- | -- | -- | -- | -- | -- | -- | -- | -- | -- | -- | -- | -- | -- | -- | -- | -- | -- | -- | -- | -- | -- | -- | -- | -- | -- | -- | -- | -- |
| Luogo     | T  | C | T | C | T | C | C | T | C | T  | C  | T  | C  | T  | C  | T  | C  | T  | C  | C  | T  | C  | T  | C  | T  | T  | C  | T  | C  | T  | C  | T  | C  | T  | C  | T  | C  | T  |
| Risultato | P  | V | N | V | V | N | V | V | N | N  | N  | V  | V  | P  | N  | N  | V  | N  | N  | P  | N  | P  | N  | V  | P  | V  | P  | N  | P  | N  | V  | P  | N  | N  | P  | P  | V  | N  |
| Posizione | 15 | 8 | 7 | 5 | 4 | 4 | 3 | 3 | 2 | 4  | 4  | 2  | 1  | 3  | 4  | 6  | 5  | 5  | 5  | 6  | 6  | 7  | 8  | 6  | 8  | 7  | 7  | 7  | 7  | 7  | 7  | 7  | 7  | 7  | 7  | 8  | 7  | 7  |

Legenda:

Luogo: C = Casa; T = Trasferta. Risultato: V = Vittoria; N = Pareggio; P = Sconfitta.